# Helen Wolff
Helen Wolff, geb. Helene Mosel (* 27. Juli 1906 in Skopje, Osmanisches Reich; † 28. März 1994 in Hanover, New Hampshire), war eine deutsch-US-amerikanische Verlegerin und Autorin.

## Leben
Helene Mosel wurde 1906 im mazedonischen Skopje geboren. Sie war die Tochter des aus Deutschland stammenden Elektroingenieurs Ludwig Mosel, der für Siemens arbeitete. Ihre Mutter Josefa war ungarisch-österreichischer Herkunft. Nach Beginn der Balkankriege zog ihre Mutter 1912 mit den vier Kindern erst nach Wien, 1916 nach Berlin und 1918 nach Oberammergau. Dort hatte ein US-amerikanisches Ehepaar seine Bibliothek in der Wohnung zurückgelassen, so dass Helene einen Zugang zur englischsprachigen Literatur bekam und sich wünschte, in einem Verlag arbeiten zu können. Helene Mosel erhielt Privatunterricht und besuchte ab 1920 das Gymnasium in Schondorf am Ammersee. Nach dem Abitur arbeitete sie ab 1924 in einer Frankfurter Familie als Kindermädchen und war dort mit Alfred von Beckerath verlobt.
Durch Vermittlung einer Freundin absolvierte sie 1927 in München ein dreimonatiges Praktikum im Kurt Wolff Verlag und übersetzte vor allem für den Kunstverlag Pantheon Casa Editrice, wo sie anschließend eine feste Stelle als Sekretärin und Übersetzerin aus dem Englischen antrat. 1930 ging sie zunächst mit dem Verlag, der seinen Besitzer gewechselt hatte, nach Paris, arbeitete dort aber kurz darauf stattdessen für das Internationale Institut für geistige Zusammenarbeit. 1933 heiratete sie den Verleger Kurt Wolff in London, dessen zweite Ehefrau sie wurde. Im Jahr darauf kam ihr Sohn, der spätere Komponist Christian Wolff, zur Welt. Nach Aufenthalten nahe Nizza und in der Toskana wohnte die Familie ab 1938 wieder in Frankreich. Dort wurde Kurt Wolff für einige Zeit interniert.
Gemeinsam mit ihrem Ehemann Kurt Wolff emigrierte Helen Wolff 1941 nahezu mittellos nach New York. Dort gründeten sie 1942 mit Hilfe von drei Klein-Investoren den Verlag Pantheon Books, wo sich ihnen im Folgejahr der Verleger Jacques Schiffrin anschloss. Der Verlag hatte 1944 seinen Durchbruch mit einer Neuauflage von Grimms Märchen (Grimm’s Fairy Tales). Es folgten weitere Bestseller wie Gift from the Sea (1955) von Anne Morrow Lindbergh und Doktor Schiwago (1958) von Boris Pasternak. 1959 zogen Helen und Kurt Wolff nach Locarno und verkauften ihre Anteile am Verlag, der in den Besitz von Random House überging. 1961 initiierten sie das Imprint Helen and Kurt Wolff Books bei Harcourt Brace Jovanovich. Die Wolffs widmeten sich vor allem der Übertragung und Herausgabe von zeitgenössischer europäischer Literatur ins Amerikanische. Bei ihnen erschienen u. a. die amerikanischen Ausgaben der deutschsprachigen Werke von Max Frisch, Günter Grass, Uwe Johnson und Jurek Becker. Sie verlegten unter anderem auch Julien Green, Georges Simenon, Italo Calvino, Umberto Eco, György Konrád und Stanislaw Lem. Nach dem Tod ihres Ehemanns 1963 kehrte Helen Wolff nach New York zurück und führte allein das Imprint weiter, bis sie 1986 in den Ruhestand ging. Sie starb 1994 in ihrer Wohnung in Hanover.
Helen Wolff schrieb selbst Theaterstücke und Romane, die sie aber nicht veröffentlichte. So verfasste sie in den 1930er Jahren Hintergrund für Liebe, einen Roman über die Reise einer jungen Frau mit ihrem 20 Jahre älteren Liebhaber an die Còte d’Azur. Der Roman hat autobiographische Züge. Sie verfügte die Verbrennung des Manuskripts, was aber nicht geschah. 2020 erschien das Werk beim Weidle Verlag mit einem Nachwort von ihrer Großnichte Marion Detjen. Es gelangte auf Platz 6 der SWR-Bestenliste Juli/August 2020.

## Schriften
- Günter Grass – Helen Wolff. Briefe 1959–1994. Steidl Verlag, Göttingen 2003, ISBN 3-88243-896-7.
- Helen Wolff, Max Frisch. Briefwechsel 1984–1990. In: Sinn und Form 1/2012, S. 102–128 [einleitend: Marion Detjen: Spiritual Companionship. Max Frisch und Helen Wolff. In: Sinn und Form 1/2012, S. 91–101].
- Hintergrund für Liebe, Roman aus dem Nachlass von Helen Wolff mit einem Nachwort von Marion Detjen, Weidle Verlag, 2020, 216 Seiten[6]

## Ehrungen
Helen Wolff wurde 1977 mit dem Verlegerpreis des US-amerikanischen PEN ausgezeichnet. 1981 erhielt sie den Inter Nationes Award for Literature and the Arts und 1985 die Goethe-Medaille des Goethe-Instituts.
1994 wurde Helen Wolff posthum der Friedrich-Gundolf-Preis verliehen. Die Laudatio hierzu, die gleichzeitig ein Nachruf war, schrieb Günter Grass. Nach ihr und ihrem Mann wurde der Helen-und-Kurt-Wolff-Übersetzerpreis benannt, mit dem literarische Übersetzungen aus dem Deutschen ins Englische gefördert werden sollen.